# 内雷斯尼察

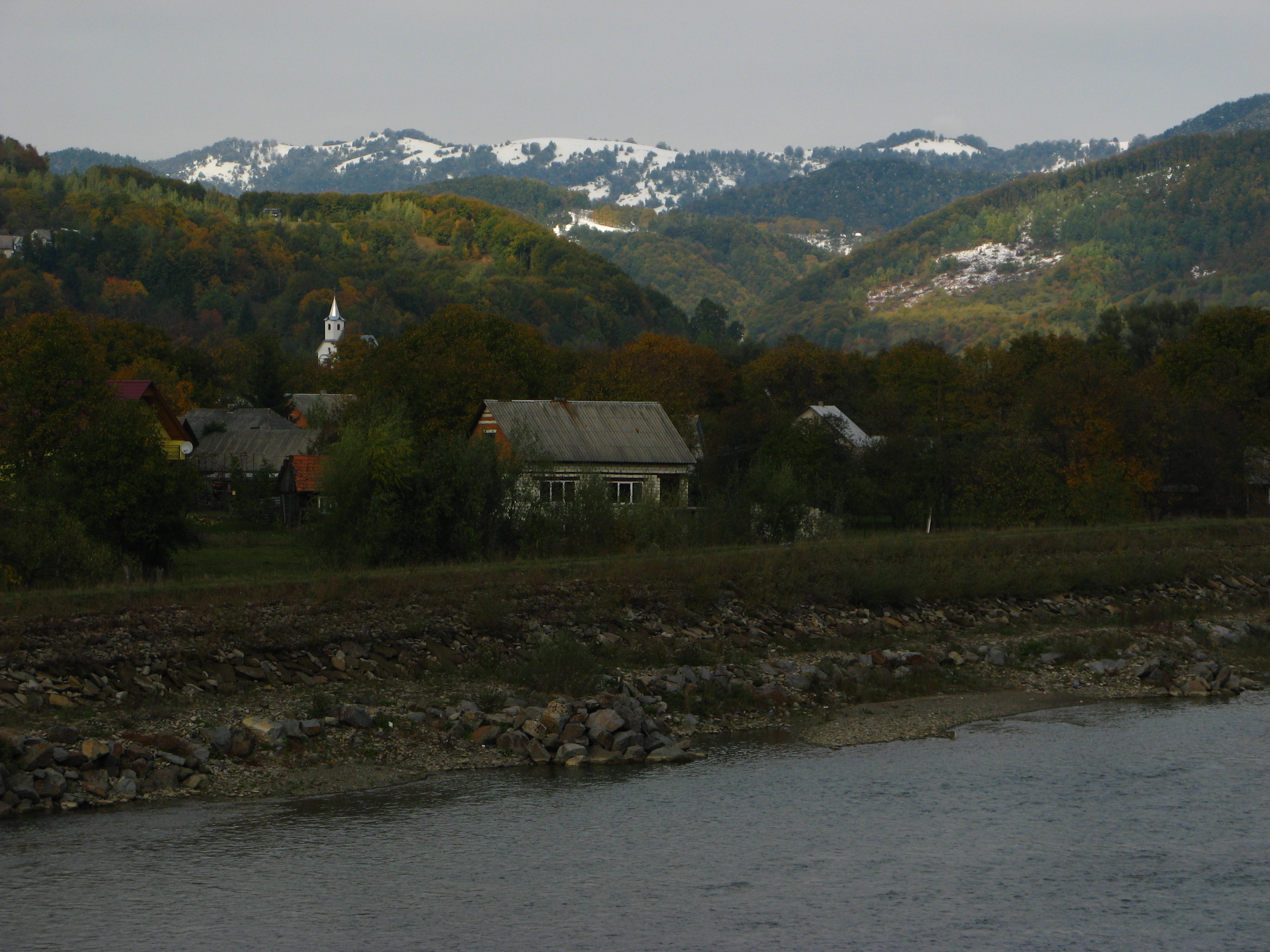
内雷斯尼察

内雷斯尼察（烏克蘭語：Нересниця），是烏克蘭西部外喀爾巴阡州佳奇夫区内雷斯尼察市镇内的村落及其行政中心。始建於1451年，面積0.04平方公里，海拔高度360米，2001年人口3,732。